# Martin Smedberg-Dalence
Martin Ramiro Guillermo Smedberg-Dalence (ur. 10 maja 1984 w Norrköping) – boliwijsko-szwedzki piłkarz występujący na pozycji pomocnika w szwedzkim klubie IFK Göteborg oraz w reprezentacji Boliwii. W trakcie swojej kariery grał także w takich klubach, jak Gunnilse IS, Västra Frölunda IF, Ljungskile SK oraz IFK Norrköping. Ma za sobą grę w młodzieżowych reprezentacjach Szwecji.
Znalazł się w kadrze na Copa América 2015. Podczas turnieju zdobył bramkę w wygranym 3:2 spotkaniu fazy grupowej z Ekwadorem. Była to setna bramka w historii występów reprezentacji Boliwii na Copa América. Przyczyniła się ona do pierwszego zwycięstwa Boliwijczyków na tym turnieju od 1997 roku. Smedberg-Dalence z kolegami dotarli do ćwierćfinału turnieju.

## Sukcesy

### IFK Göteborg
- Puchar Szwecji: 2014/15